# New Carlisle (Ohio)
New Carlisle és una població dels Estats Units a l'estat d'Ohio. Segons el cens del 2000 tenia 5.735 habitants.

## Demografia
Segons el cens del 2000, New Carlisle tenia 5.735 habitants, 2.207 habitatges, i 1.551 famílies. La densitat de població era de 1.147,3 habitants/km².
Dels 2.207 habitatges en un 33,6% hi vivien nens de menys de 18 anys, en un 52,7% hi vivien parelles casades, en un 12,7% dones solteres, i en un 29,7% no eren unitats familiars. En el 26,8% dels habitatges hi vivien persones soles el 13,1% de les quals corresponia a persones de 65 anys o més que vivien soles. El nombre mitjà de persones vivint en cada habitatge era de 2,56 i el nombre mitjà de persones que vivien en cada família era de 3,09.
Per edats la població es repartia de la següent manera: un 27,1% tenia menys de 18 anys, un 8,4% entre 18 i 24, un 29,5% entre 25 i 44, un 20,2% de 45 a 60 i un 14,8% 65 anys o més.
L'edat mediana era de 35 anys. Per cada 100 dones de 18 o més anys hi havia 84,6 homes.
La renda mediana per habitatge era de 39.081 $ i la renda mediana per família de 43.320 $. Els homes tenien una renda mediana de 33.413 $ mentre que les dones 21.449 $. La renda per capita de la població era de 16.490 $. Aproximadament el 9,4% de les famílies i l'11,5% de la població estaven per davall del llindar de pobresa.

## Poblacions més properes
El següent diagrama mostra les poblacions més properes.